# 大阪国際見本市会場
大阪国際見本市会場（おおさかこくさいみほんいちかいじょう）は、大阪市住之江区南港北一丁目にある国際展示場。一般財団法人大阪国際経済振興センターが運営する。1985年（昭和60年）に同市港区田中三丁目の八幡屋公園から移転・開場した。愛称はインテックス大阪（Intex Osaka= International Exhibition Center）。

## 前史

### 本町橋
1935年（昭和10年）に大阪市東区内本町橋詰町（現：中央区本町橋）の大阪府立貿易館（1930年まで大阪府立商品陳列所）を解体して、国際見本市会館を新築することが決定した。なお、解体された1917年（大正6年）竣工の建物は広島県物産陳列館（現：原爆ドーム）と同じヤン・レッツェルの設計による。
国際見本市会館の新築工事は日中戦争勃発のため中断されていたが、1950年（昭和25年）に再開され、1951年（昭和26年）に竣工した。なお、国際見本市会館は1958年（昭和33年）と1970年（昭和45年）に増築されて大阪コクサイホテルとなり、1999年（平成11年）に閉館、2003年（平成15年）に解体された。跡地には2006年（平成18年）にシティプラザ大阪が竣工している。
1954年（昭和29年）4月、日本で初めての国際見本市となる「日本国際見本市」（第4回から大阪国際見本市に改称）が本町橋の国際見本市会館と、大阪市港区の八幡屋公園付近の港会場の2か所で開催された。翌年は東京で開催し、以降、国際見本市は隔年ごとに東京と大阪で開催されることになった。

### 八幡屋公園
1923年（大正12年）に開園した八幡屋公園には中核施設として大阪市立運動場が設置されていた。1951年（昭和26年）に大阪運動場として再興され、同年には大阪港の修築工事の一環で安治川運河（八幡屋運河）が埋め立てられた。なお、最寄駅の駅名に採用されている朝潮橋は安治川運河に架かっていたみなと通の橋である。
1956年（昭和31年）、大阪市は八幡屋公園に恒久展示場として大阪国際見本市港会場1号館を開設。1959年（昭和34年）には2号館を、1968年（昭和43年）には3号館を増設した。その後も仮設展示館の増設を重ね、1984年（昭和59年）の第16回大阪国際見本市の開催時には、仮設展示館6館と合わせて展示館9館、展示面積55,984平方メートルとなり、1985年（昭和60年）に現在地に移転するまで大阪における大型見本市の拠点会場であった。この間、陸上競技場は同市東住吉区東長居町（現：長居公園）に新築移転している（長居陸上競技場）。
現在地への移転後、直ちに恒久展示場3館の解体撤去が行われたが、仮設展示館6館は1986年（昭和61年）の第13回日本国際工作機械見本市にも使用された。跡地は八幡屋公園として再整備されるとともに、一部は阪神高速16号大阪港線の敷地に利用されている。

## 施設概要

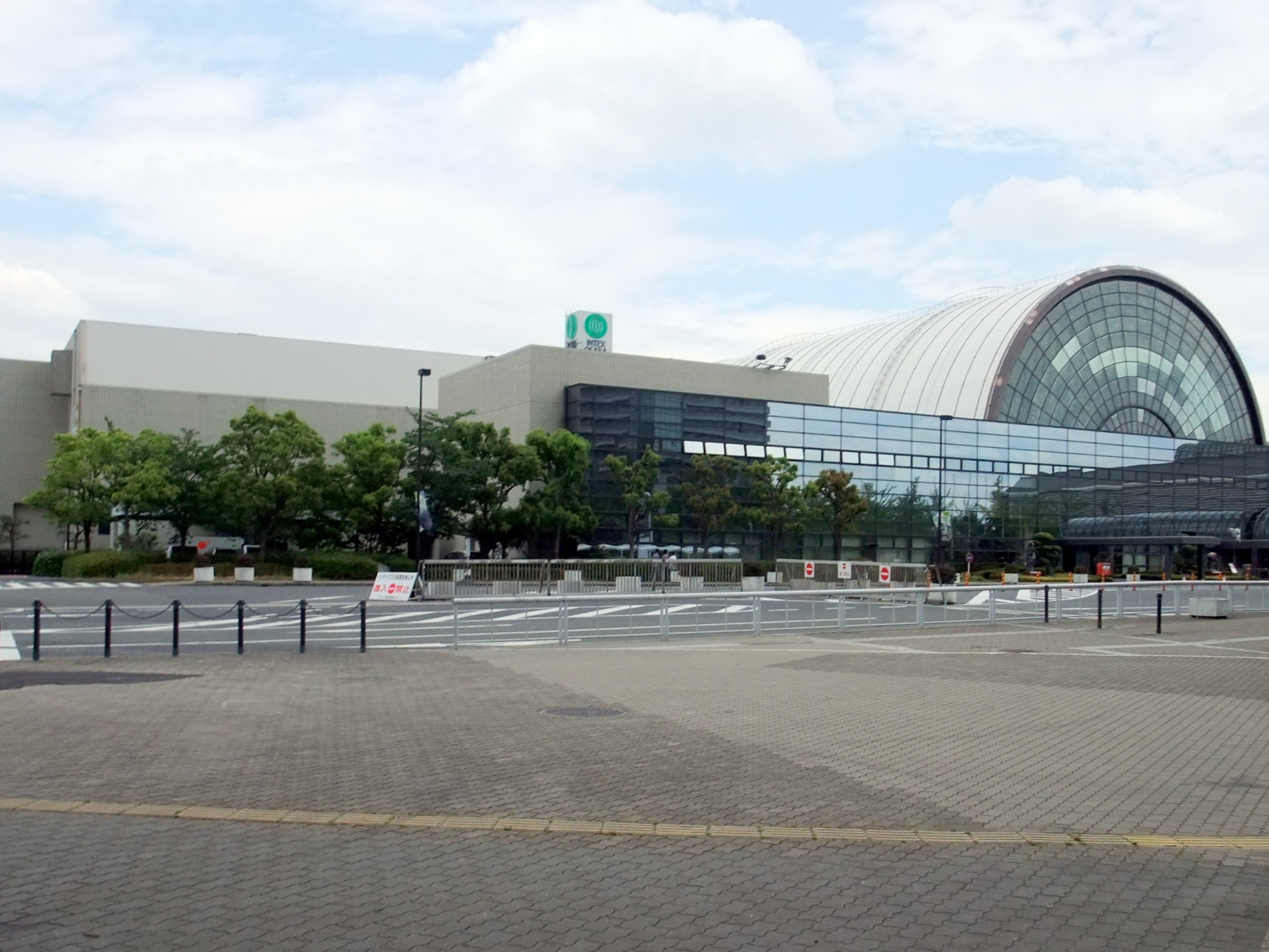
センタービル

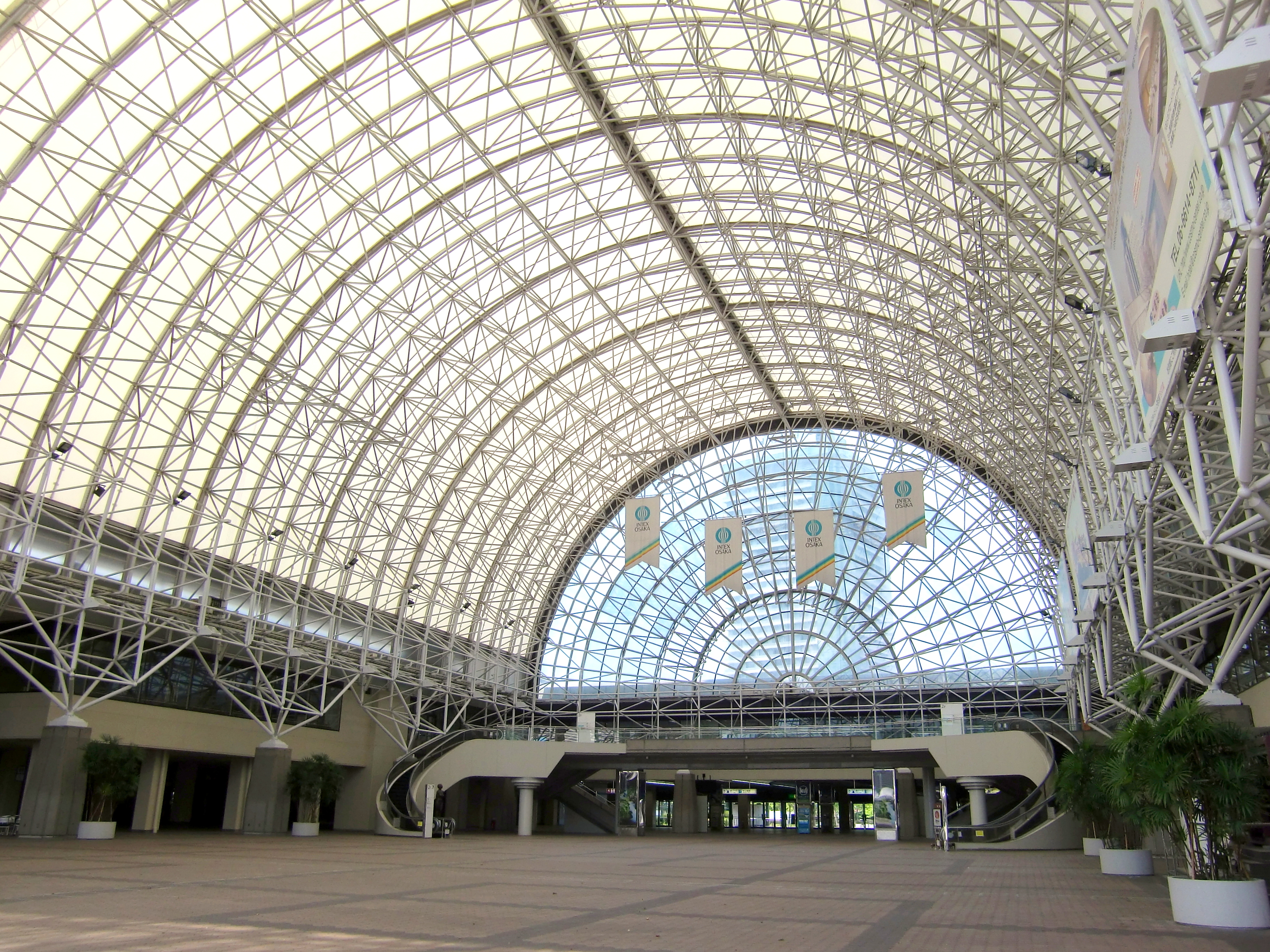
インテックスプラザ

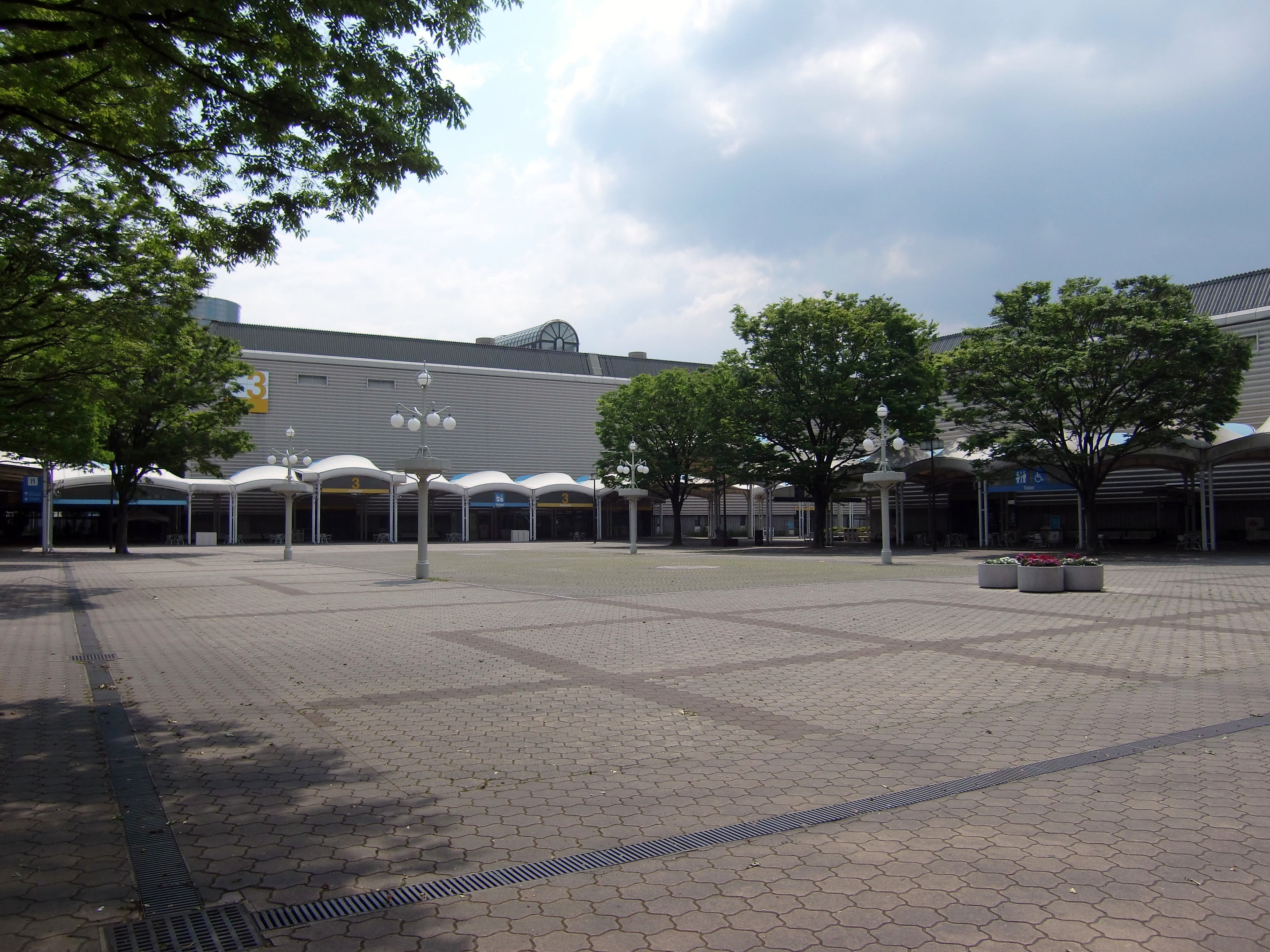
スカイプラザ

「インテックスプラザ」（ドーム状の屋根空間）、「スカイプラザ」（開放空間）という名称の広場の周囲に1号館から6号館まで「コ」の字の形に6つの展示館が配置されている。内、5号館は主たるAゾーンと従たるBゾーン、6号館は各々同程度の規模であるA, B, C, Dの4つのゾーンで構成されている。また3号館には付帯展示場として屋外展示場が設けられている。
- 敷地面積 128,986m²
- 延床面積 132,709m²
- 総展示面積 70,000m²

総展示面積は日本国内では東京ビッグサイト（東京都）、幕張メッセ（千葉県）に次いで3番目、西日本では最大である。所在地は大阪市住之江区南港北1-5-102。
1号館（展示面積5,087.0m²）
正面入口（西ゲート）右手にあり、位置が他の展示館より入口手前に向かって突出している。
2号館（展示面積6,729.0m²）
1号館の奥にある。2号館と1号館の間には自動販売機コーナーやベンチが設置されている。
3号館（屋内展示面積5,119.0m²、屋外展示面積2,900.0m²）
2号館の奥にあり、屋外展示場を併設する。屋外展示場は駐車区画が引かれており、搬入出作業車両の駐車場としても使用される。館内は柱のない無柱空間である。また天井高が15mと他の展示館より高い。
4号館（展示面積6,729.0m²）
正面から見て3号館の左手にある。
5号館（Aゾーン展示面積4,728.0m²、Bゾーン面積1,625.0m²）
インテックスプラザを挟んで2号館の隣にある。Aゾーンは地上1階の無柱空間、Bゾーンは地上3階。Aゾーンでコンサートなどの催しを行う際にBゾーンはバックヤードとしての利用が可能。Bゾーン2階には300名収容の国際会議ホール、各種控室などを備えている。施設管理棟的役割のセンタービルと連絡通路で直結している。
6号館（Aゾーン展示面積9,679.5m²、Bゾーン展示面積9,679.5m²、Cゾーン展示面積10,535.0m²、Dゾーン展示面積10,167.0m²）
3号館および4号館の奥にある。全館中最大規模の建屋を4つの展示ゾーンに区切っている。地上階に通路を挟みA/Bゾーン、上階にC/Dゾーンがある。屋上には900台収容の来場者用駐車場を備える。
センタービル、5号館Bゾーン2F、6号館、および1,2号館間、4,5号館間に会議室、ホール等諸室が存在するが、国際会議ホールを除き、各展示場利用時のみ使用可能であり、単独での使用はできない。

## ギャラリー

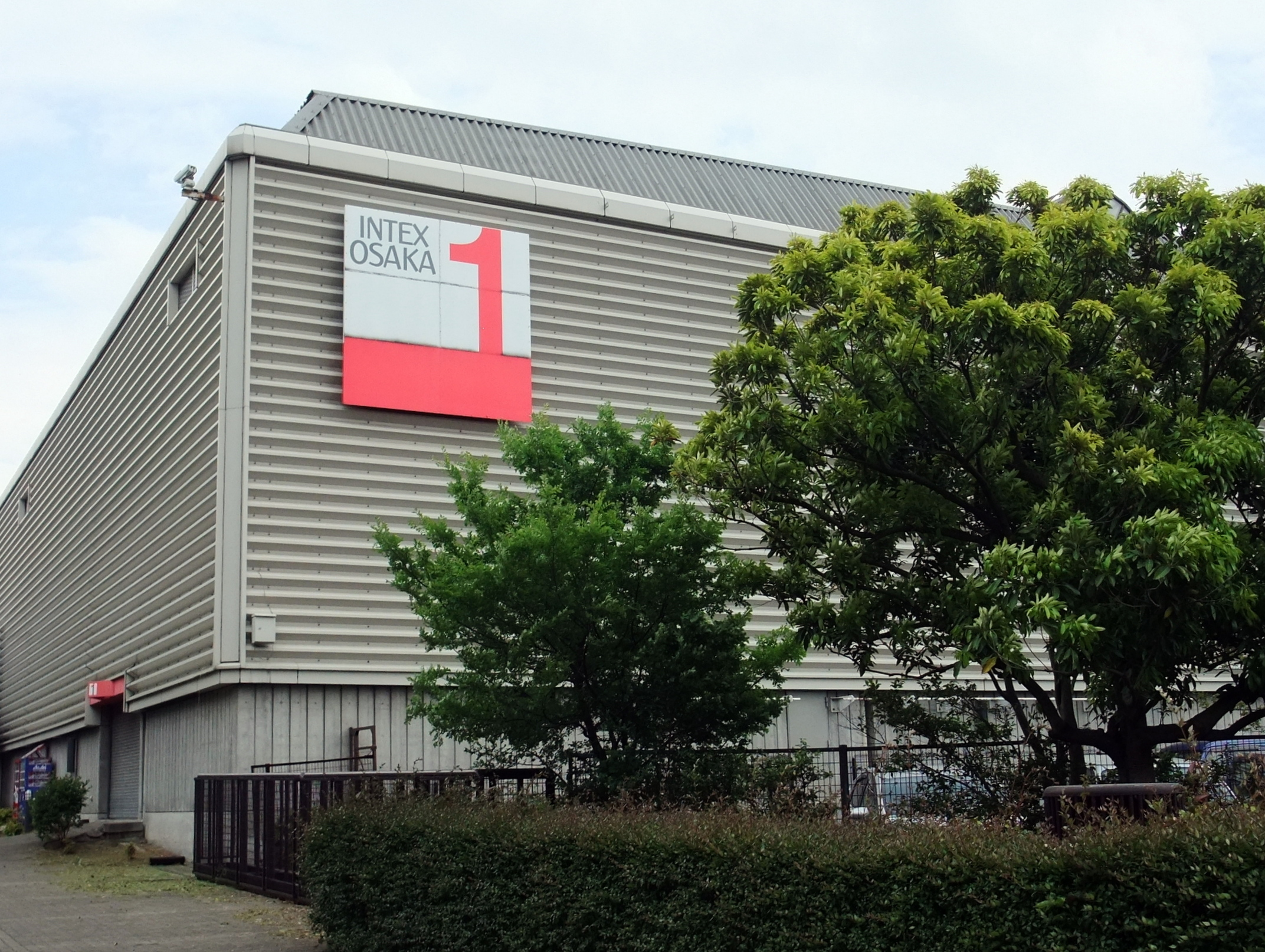
1号館西側外観
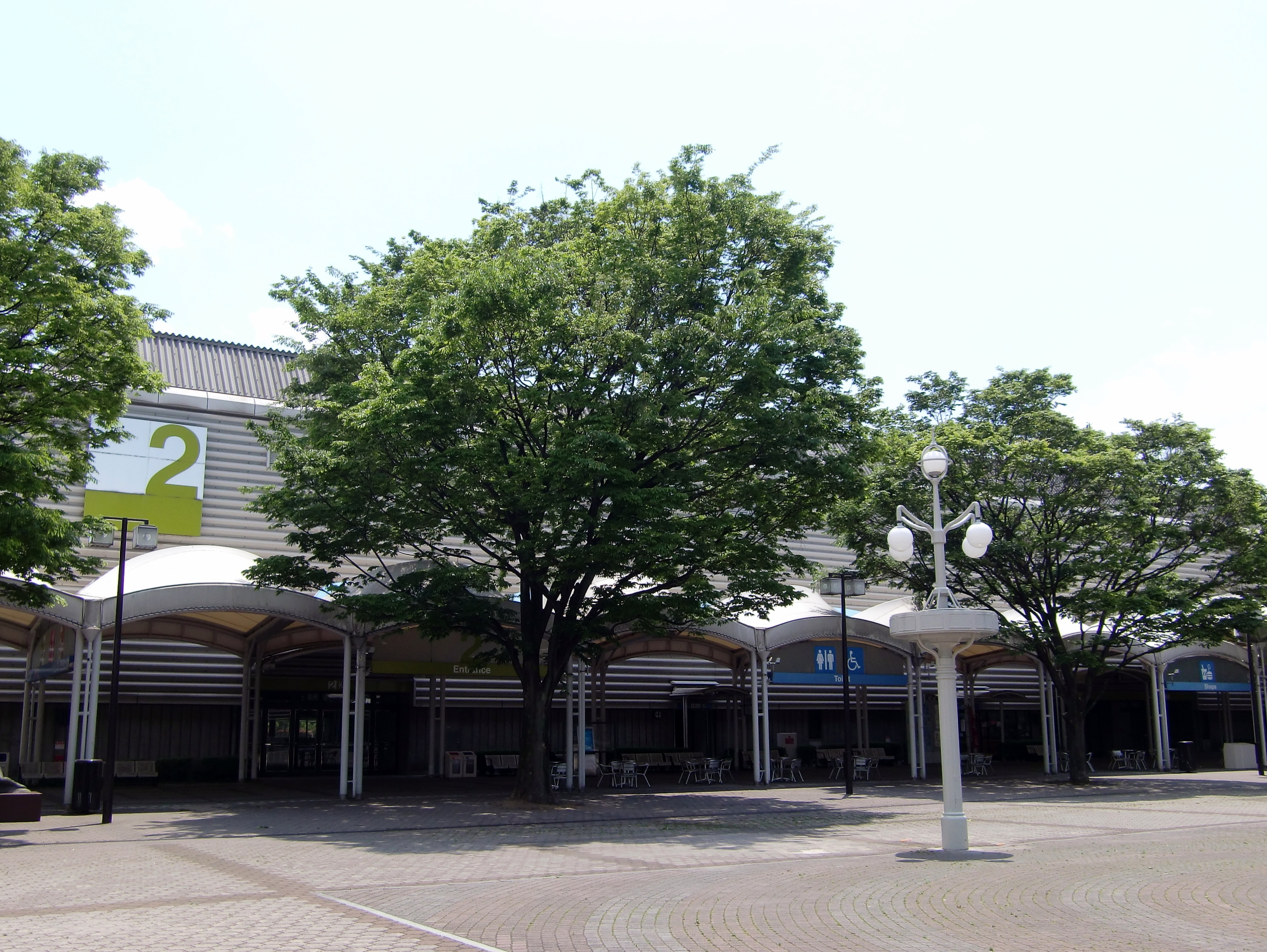
2号館北側外観
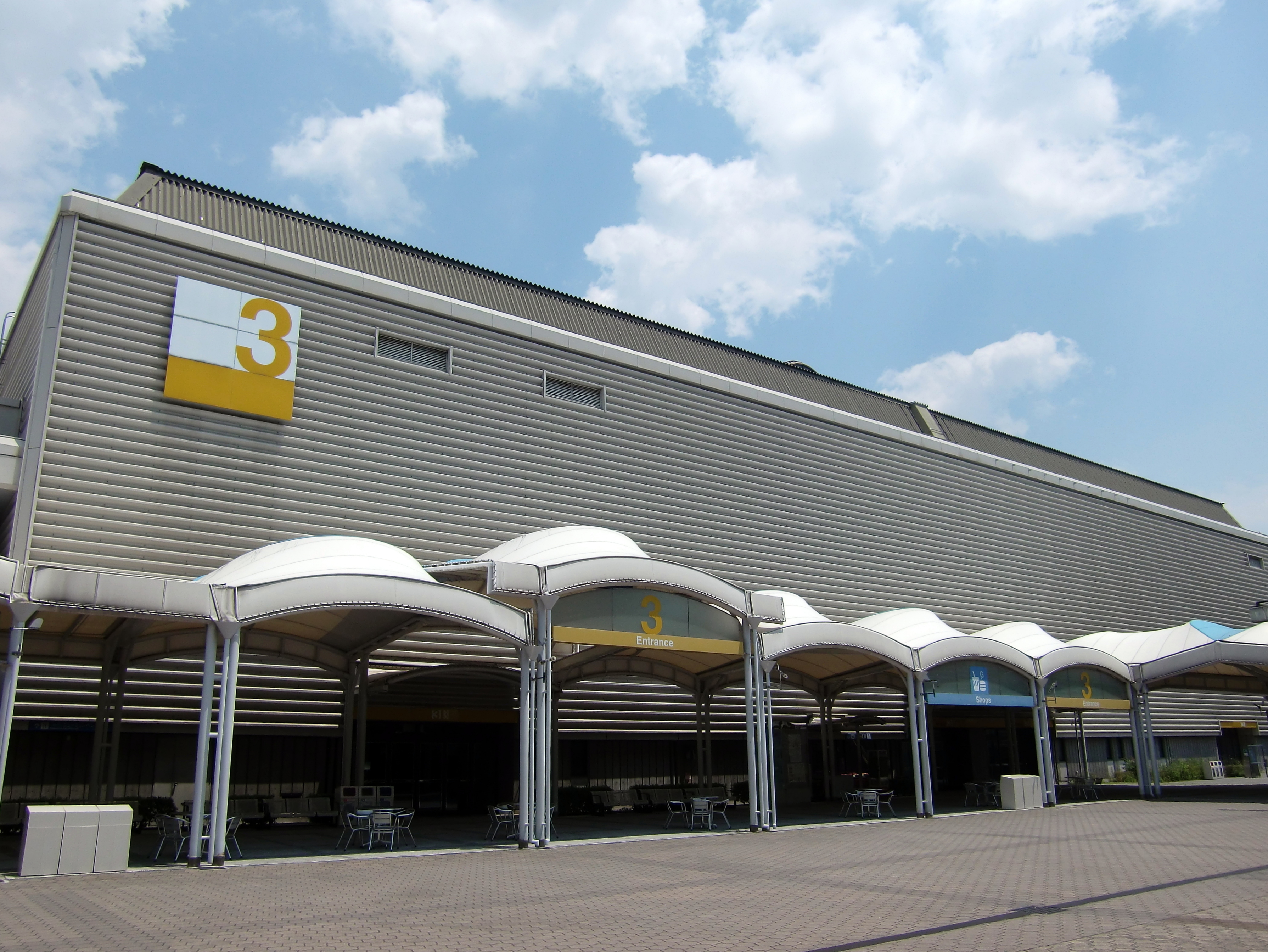
3号館北側外観
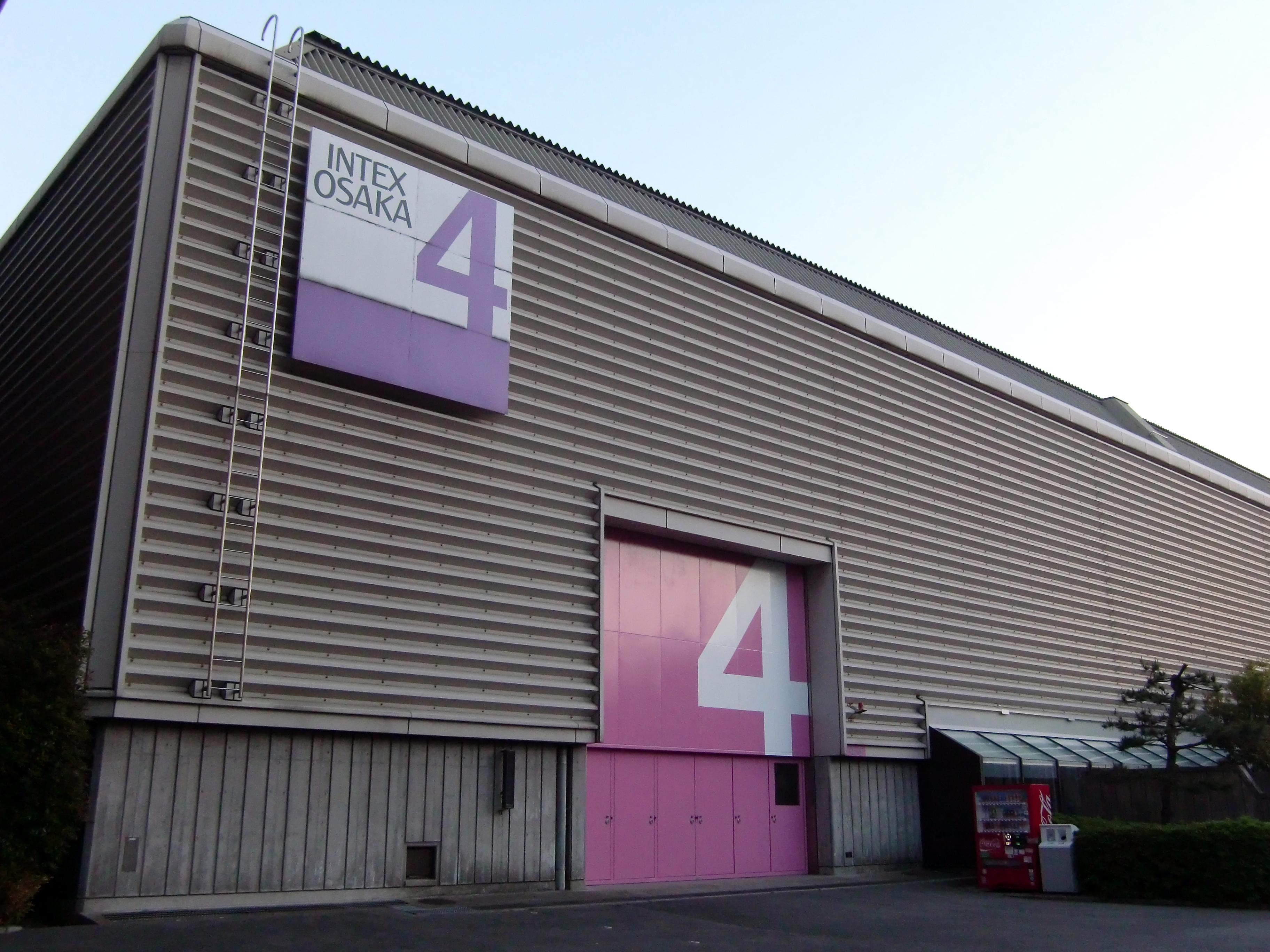
4号館北側外観（搬入出口）
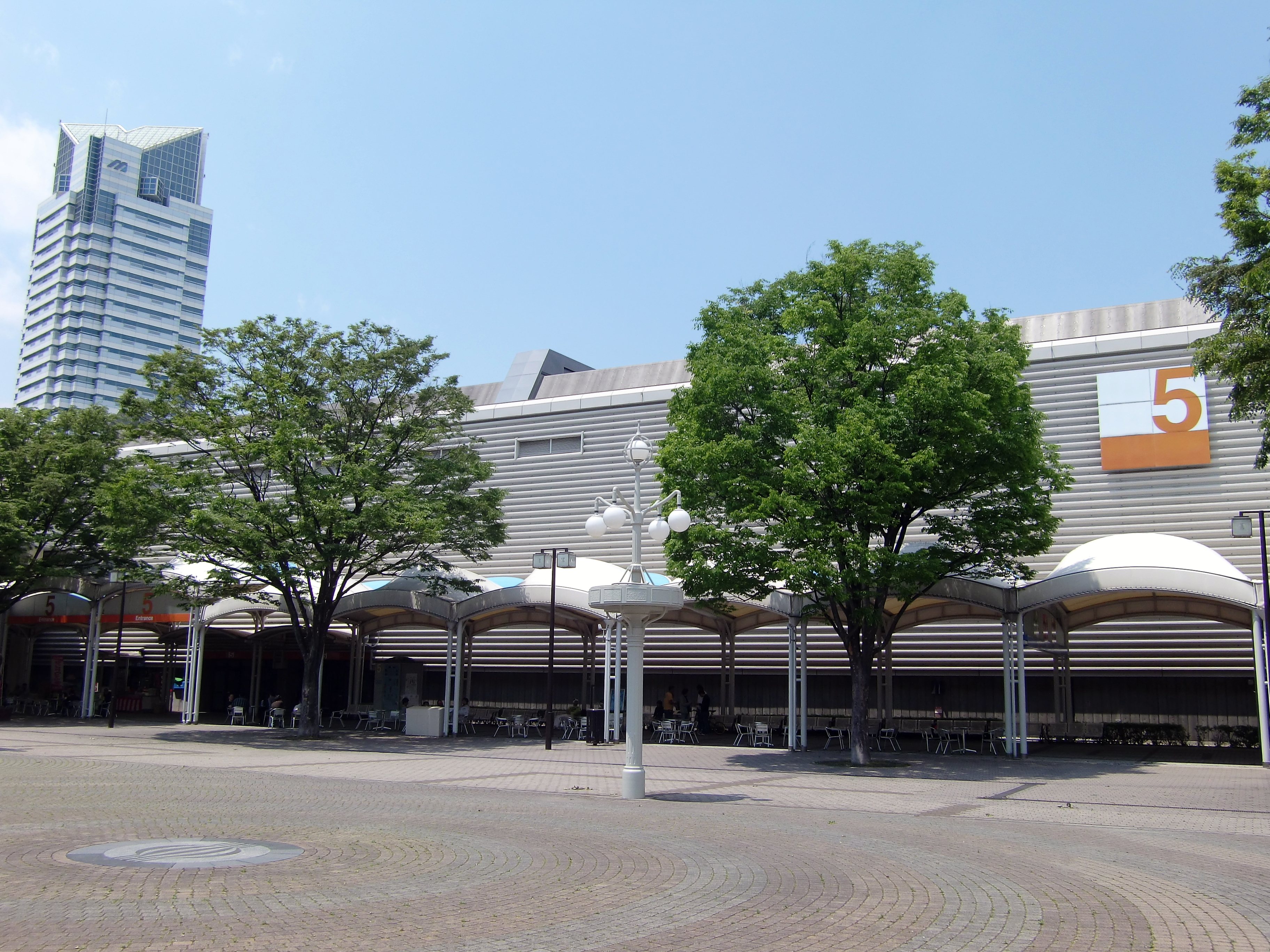
5号館南側外観
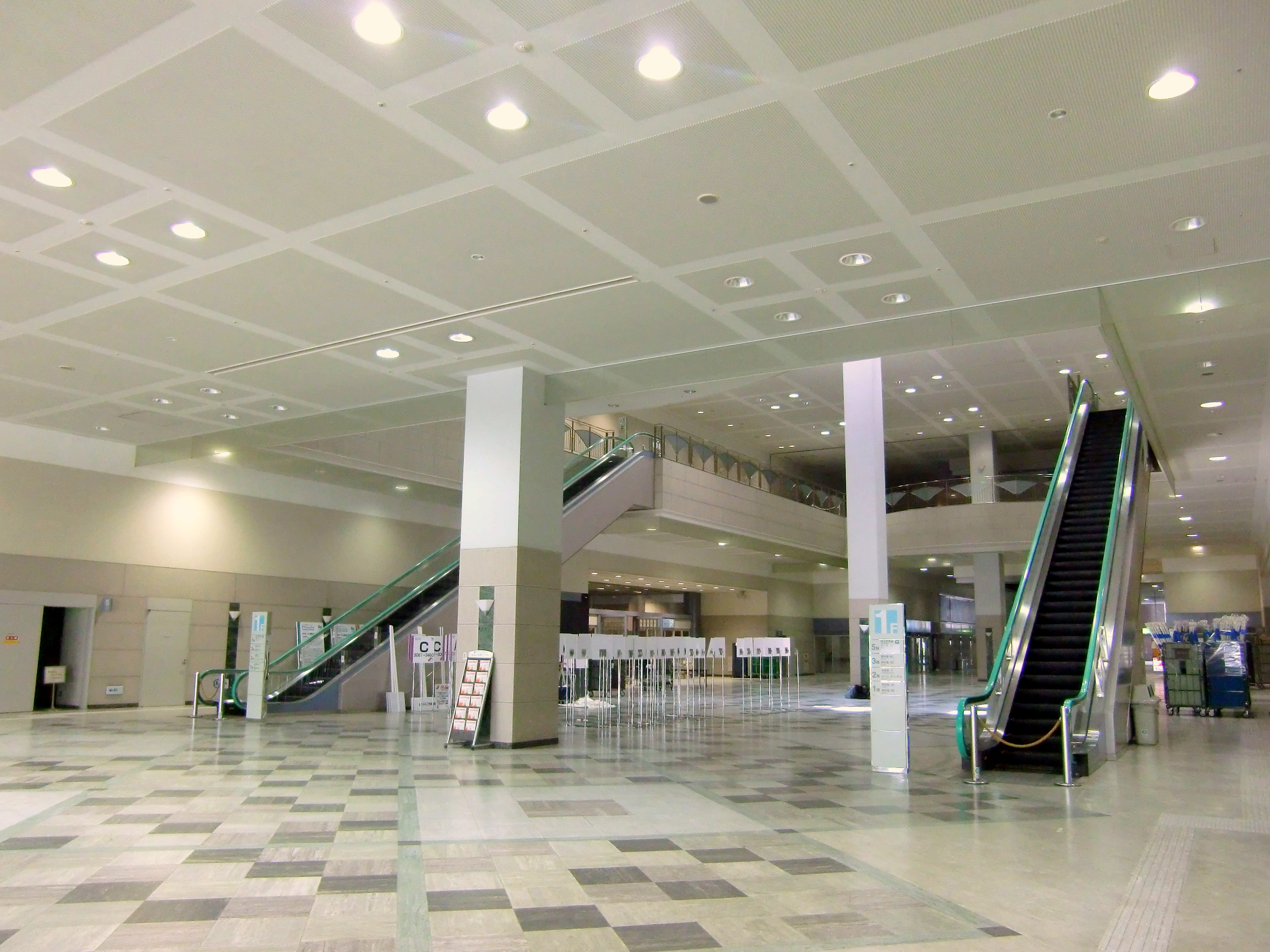
6号館1階通路
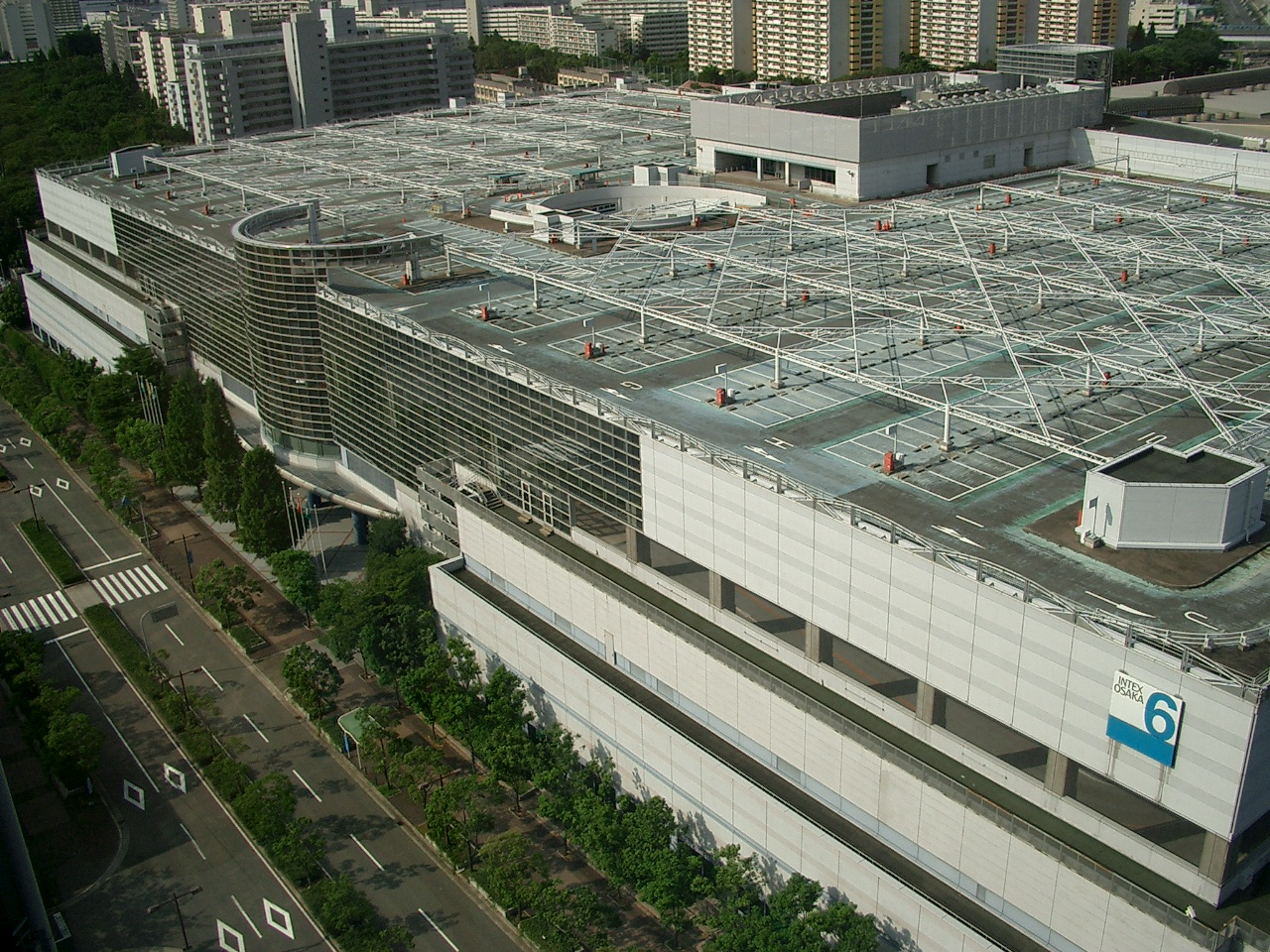
6号館外観 屋上が駐車場になっている

## 主な催し物
- 大阪オートメッセ
- 大阪モーターショー
- 大阪モーターサイクルショー
- 食博覧会（1985年から4年ごとに開催。2021年は中止[9]）
- 外食産業フェア
- バリアフリー展
- JP情報・印刷産業展
- 中小企業総合展
- 関西設計・製造ソリューション展
- インターモールド（金型加工技術展）
- ホテル・レストラン・ショー in関西・FOODEX JAPAN in関西
- ビューティーワールドジャパン大阪
- こみっくトレジャー、コミックシティ、関西コミティア等の大小様々な同人誌即売会
- スクフェス感謝祭
- フリマ王国、満腹王国などテレビ大阪・テレビ大阪サービスの企画・主導・主催により運営される一連のイベント
- RADIO CRAZY（毎年12月下旬に開催されているロックフェス。FM802主催）

他、様々な催しが開かれている。
- ドームツアーを行っていたGLAYは大阪ドーム（京セラドーム大阪）で2004年に発生した振動問題により2005年は本会場で公演を行った（「GLAY OSAKA 4DAYS.SPECIAL 2005“WHITE ROAD”」2005年3月）。
- 2007年には阪神タイガース「ファン感謝の集い」が開催された。これは、例年ファン感謝デーを開催している阪神甲子園球場が改修工事により使用できなかったことに伴うものである。
- 2011年（第1回大会）から開催している大阪マラソンのゴール地点であったが、2019年にコースが変更されてゴール地点ではなくなった。なお、マラソンの併催イベント「大阪マラソンEXPO」は引き続き本会場で開催されている。

### 国際会議等実績
- 2012年（平成24年）：Sibos
- 2019年（令和元年）：第14回20か国・地域首脳会合 (G20)

## 交通機関

### 鉄道
- Osaka Metro中央線
  - コスモスクエア駅下車 徒歩9分
- ニュートラム南港ポートタウン線
  - 中ふ頭駅下車 徒歩5分、トレードセンター前駅下車徒歩8分

### バス
- 大阪シティバス  見本市会場東口停留所下車すぐ
  - Osaka Metro中央線・ニュートラム南港ポートタウン線コスモスクエア駅より17号系統（ポートタウン東駅前ゆき）で約3分
平日の朝および夕のみ。以前は「国際見本市会場前停留所」が存在し、平日日中には30分程度の間隔で運行していたが、2009年3月29日のルート変更で廃止された。
- 南海バス堺南港線 インテックス大阪東停留所下車（東ゲートへ徒歩3分）、ATC停留所下車（西ゲートへ徒歩5分）
  - 南海高野線堺東駅および南海本線堺駅より30分程度

## エリア放送
2013年4月12日と4月13日に開催された「第39回ジャンボびっくり見本市」では、ホワイトスペースを利用する近畿管内初のエリア放送としてワンセグ放送が実施された。
会場内に地上一般放送局1局が設置されていた。
| 免許人                           | 局名                             | 呼出符号     | 物理ch | 周波数        | 空中線電力 | 業務区域                      |
| -------------------------------- | -------------------------------- | ------------ | ------ | ------------- | ---------- | ----------------------------- |
| ジャンボびっくり見本市協催委員会 | ジャンボびっくり見本市エリア放送 | JOXZ7AA-AREA | 49ch   | 689.142857MHz | 0.0046mW   | インテックス大阪6号館C棟、D棟 |